# Aeroportul Alma
Aeroportul Alma (IATA: YTF, ICAO: CYTF) este un aeroport din Alma⁠(d), Lac-Saint-Jean-Est⁠(d), Saguenay–Lac-Saint-Jean⁠(d), Provincia Québec, Canada ce deservește zona Alma⁠(d). A fost numit după zona deservită.
Situat la o altitudine de 129 m, aeroportul dispune de o singură pistă.